# Eriococcus herbaceus
Eriococcus herbaceus är en insektsart som först beskrevs av Danzig 1962.  Eriococcus herbaceus ingår i släktet Eriococcus och familjen filtsköldlöss. Inga underarter finns listade i Catalogue of Life.